# MacAyeal Peak
Der MacAyeal Peak ist ein rund 1100 m hoher Berg im Australischen Antarktis-Territorium. Im nordzentralen Abschnitt der Nebraska Peaks in der Britannia Range ragt er 3 km westnordwestlich des Brandwein-Nunatakker auf.
Das Advisory Committee on Antarctic Names benannte den Berg im Jahr 2000 nach dem US-amerikanischen Geophysiker Douglas R. MacAyeal (* 1954) von der University of Chicago, der von 1976 bis 1977 im Ross-Schelfeis-Projekt des United States Antarctic Research Program tätig war.